# Cleveland Cavaliers 1988-1989
La stagione 1988-89 dei Cleveland Cavaliers fu la 19ª nella NBA per la franchigia.
I Cleveland Cavaliers arrivarono secondi nella Central Division della Eastern Conference con un record di 57-25. Nei play-off persero al primo turno con i Chicago Bulls (3-2).

## Roster
| N° | Naz.                   | Ruolo | Sportivo          | Anno | Alt. | Peso |
| -- | ---------------------- | ----- | ----------------- | ---- | ---- | ---- |
| 1  | Stati Uniti (bandiera) | G     | Darnell Valentine | 1959 | 185  | 83   |
| 3  | Stati Uniti (bandiera) | GA    | Craig Ehlo        | 1961 | 198  | 82   |
| 4  | Stati Uniti (bandiera) | GA    | Ron Harper        | 1964 | 198  | 84   |
| 11 | Stati Uniti (bandiera) | GA    | Mike Sanders      | 1960 | 198  | 95   |
| 18 | Stati Uniti (bandiera) | AC    | Hot Rod Williams  | 1962 | 211  | 98   |
| 22 | Stati Uniti (bandiera) | AC    | Larry Nance       | 1959 | 208  | 93   |
| 24 | Stati Uniti (bandiera) | C     | Chris Dudley      | 1965 | 211  | 107  |
| 25 | Stati Uniti (bandiera) | G     | Mark Price        | 1964 | 183  | 77   |
| 30 | Stati Uniti (bandiera) | C     | Tree Rollins      | 1955 | 216  | 107  |
| 31 | Stati Uniti (bandiera) | GA    | Randolph Keys     | 1966 | 201  | 88   |
| 35 | Stati Uniti (bandiera) | AC    | Phil Hubbard      | 1956 | 203  | 98   |
| 43 | Stati Uniti (bandiera) | C     | Brad Daugherty    | 1965 | 213  | 109  |

## Staff tecnico
- Allenatore: Lenny Wilkens
- Vice-allenatori: Dick Helm, Brian Winters